# Saint-Jean-le-Thomas
Saint-Jean-le-Thomas é uma comuna francesa na região administrativa da Normandia, no departamento Mancha. Estende-se por uma área de 2,38 km². Em 2010 a comuna tinha 386 habitantes (densidade: 162,2 hab./km²).